# Natalya Morskova
Natalya Morskova (em russo:  Наталья Морскова; 17 de janeiro de 1966) é uma ex-handebolista russa, medalhista olímpico.
Natalya Morskova fez parte dos elencos medalha de bronze, de Seul 1988 e Barcelona 1992. Depois das duas Olimpíadas ela representou a Espanha.